# George Sotiropoulos
George Sotiropoulos (Geelong, 9 de julho de 1977) é um lutador de artes marciais mistas (MMA) australiano de ascendência grega, atualmente compete no Peso Leve. Ele ficou conhecido ao participar do reality show The Ultimate Fighter: Team Hughes vs. Team Serra e sendo treinador do The Ultimate Fighter: The Smashes.
Depois de 4 derrotas seguidas no UFC, a organização decidiu demitir Sotiropoulos.

## Cartel no MMA
| Cartel no MMA       |             |            |
| 21 lutas            | 14 vitórias | 7 derrotas |
| Por nocaute         | 1           | 2          |
| Por finalização     | 8           | 0          |
| Por decisão         | 5           | 4          |
| Por desqualificação | 0           | 1          |

| Res.    | Cartel | Oponente           | Método                             | Evento                                | Data       | Round | Tempo | Local                        | Notas             |
| ------- | ------ | ------------------ | ---------------------------------- | ------------------------------------- | ---------- | ----- | ----- | ---------------------------- | ----------------- |
| Derrota | 14-7   | Mike Ricci         | Decisão (unânime)                  | Titan FC 29                           | 22/08/2014 | 3     | 5:00  | Fayetteville, North Carolina |                   |
| Derrota | 14-6   | K.J. Noons         | Decisão (unânime)                  | UFC 166: Velasquez vs. dos Santos III | 19/10/2013 | 3     | 5:00  | Houston, Texas               |                   |
| Derrota | 14-5   | Ross Pearson       | Nocaute Técnico (socos)            | UFC on FX: Sotiropoulos vs. Pearson   | 15/12/2012 | 3     | 0:41  | Gold Coast, Queensland       |                   |
| Derrota | 14-4   | Rafael dos Anjos   | Nocaute (soco)                     | UFC 132: Cruz vs. Faber               | 02/07/2011 | 1     | 0:59  | Las Vegas, Nevada            |                   |
| Derrota | 14-3   | Dennis Siver       | Decisão (unânime)                  | UFC 127: Penn vs. Fitch               | 27/02/2011 | 3     | 5:00  | Sydney                       |                   |
| Vitória | 14-2   | Joe Lauzon         | Finalização (kimura)               | UFC 123: Rampage vs. Machida          | 20/11/2010 | 2     | 2:43  | Auburn Hills, Michigan       | Luta da Noite     |
| Vitória | 13-2   | Kurt Pellegrino    | Decisão (unânime)                  | UFC 116: Lesnar vs. Carwin            | 03/07/2010 | 3     | 5:00  | Las Vegas, Nevada            |                   |
| Vitória | 12-2   | Joe Stevenson      | Decisão (unânime)                  | UFC 110: Nogueira vs. Velasquez       | 21/02/2010 | 3     | 5:00  | Sydney                       | Luta da noite     |
| Vitória | 11-2   | Jason Dent         | Finalização (chave de braço)       | UFC 106: Ortiz vs. Griffin II         | 21/11/2009 | 2     | 4:35  | Las Vegas, Nevada            |                   |
| Vitória | 10-2   | George Roop        | Finalização (kimura)               | UFC 101: Declaration                  | 08/08/2009 | 2     | 1:59  | Philadelphia, Pennsylvania   | Estréia nos Leves |
| Vitória | 9-2    | Roman Mitichyan    | Nocaute Técnico (socos)            | UFC Fight Night: Florian vs. Lauzon   | 02/04/2008 | 2     | 2:24  | Broomfield, Colorado         |                   |
| Vitória | 8-2    | Billy Miles        | Finalização (mata leão)            | The Ultimate Fighter 6 Finale         | 08/12/2007 | 1     | 1:36  | Las Vegas, Nevada            |                   |
| Vitória | 7-2    | Jung Hwan Cha      | Finalização (chave de braço)       | Spirit MC 11: Invasion                | 22/04/2007 | 2     | 3:27  | Seoul                        |                   |
| Derrota | 6-2    | Shinya Aoki        | Desclassificação (golpes genitais) | Shooto                                | 14/10/2006 | 2     | 0:05  | Yokohama                     |                   |
| Vitória | 6-1    | Shigetoshi Iwase   | Decisão (unânime)                  | Kokoro: Kill Or Be Killed             | 15/08/2006 | 2     | 5:00  | Tokyo                        |                   |
| Vitória | 5-1    | Kyle Noke          | Decisão (unânime)                  | Warriors Realm 5                      | 25/02/2006 | 5     | 5:00  | Sydney                       |                   |
| Vitória | 4-1    | Sergio Lourenco    | Decisão (unânime)                  | FFCF 5: Unleashed                     | 27/01/2006 | 3     | 5:00  | Mangilao                     |                   |
| Derrota | 3-1    | Kyle Noke          | Decisão (dividida)                 | Warriors Realm 4                      | 02/07/2005 | 3     | 5:00  | Sydney                       |                   |
| Vitória | 3-0    | Marcio Bittencourt | Finalização (mata leão)            | K-1 Challenge 2004 Oceania vs World   | 18/12/2004 | 1     | 3:30  | Gold Coast, Queensland       |                   |
| Vitória | 2-0    | Kelly Jacobs       | Finalização (chave de braço)       | Warriors Realm 2                      | 10/12/2004 | 1     | 4:12  | Southport, Queensland        |                   |
| Vitória | 1-0    | Gavin Murie        | Finalização (chave de braço)       | XFC 6: Ultimate Fighting Returns      | 20/11/2004 | 1     | 1:28  | Southport, Queensland        |                   |